# Missili in giardino (romanzo)
Missili in giardino (Rally Round the Flag, Boys!) è un romanzo dello scrittore statunitense Max Shulman, pubblicato originariamente dalla casa editrice Doubleday il 1 giugno 1957.
L'opera ebbe grande successo all'epoca della sua uscita e rese Shulman ricco e famoso, sebbene poi la fortuna dello scrittore sia abbastanza rapidamente declinata e negli ultimi anni le sue opere non siano più state riedite. Nel 1958 ne fu tratto il film omonimo con Paul Newman, Joanne Woodward e Joan Collins, a sua volta di grande successo commerciale. Il libro è ambientato nel Connecticut, ove Shulman effettivamente visse prima di trasferirsi a Hollywood.
Uno fra i numerosi fluidificanti sociali a forte tenore alcolico di cui i personaggi di quest'opera fanno abbondante uso è il liquore Strega, che Shulman menzionerà anche nel successivo A ciascuno il suo fiammifero.

## Trama
La vita di Putnam’s Landing, tranquillo, sonnolento piccolo centro residenziale del Connecticut, viene bruscamente sconvolta da una notizia sensazionale: nell'irrilevante base militare locale sarà installata una batteria di missili Nike modernissimi e potentissimi quanto - come gli sconcertati abitanti del posto impareranno a loro spese - estremamente bizzosi. Siamo in piena guerra fredda e la notizia fa fulmineamente il giro del paesino, stravolgendo le monotone abitudini della comunità, improvvisamente risvegliata dal torpore cui i suoi abitanti sembravano essersi rassegnati. Dapprima i cambiamenti riguarderanno esclusivamente i militari della base ma molto presto interesseranno tutti i pacifici abitanti della cittadina, dagli 'spolini' - i pendolari che quotidianamente mentre si recano in treno a lavorare nella vicina metropoli annegano i loro pensieri in abbondanti dosi di alcol - fino ai suoi maggiorenti. Rapidamente si scoperchia un esilarante vaso di Pandora colmo di dilagante corruzione, sotterfugi, truffe, ipocrisie e conformismi. Comicamente quanto spietatamente vengono  a galla - letteralmente: in un mare di bevande alcoliche - scandalose e insospettabili relazioni adulterine, imbarazzanti intrallazzi, criminali abusi edilizi, biechi raggiri, imbarazzanti intrecci politico-affaristici e interessi di bottega in un parossismo di malintesi e colpi di scena, in una scoppiettante girandola di sorprese e disvelamenti.

## Temi
Anche in questa come in altre sue opere Shulman descrive con stile piano e avvincente, in modo esilarante e dissacrante, il patinato universo sociale americano, mettendo alla berlina l'american way of life e lasciando trasparire, con sottile ma caustica ironia, le angosce, le ipocrisie, la corruzione, i bisogni indotti, il bigottismo puritano, la crudeltà sociale che all'epoca permeavano gli Stati Uniti.
È uno stile e delle tematiche che anni dopo saranno ripresi da altri autori americani, a cominciare da Donald Westlake che userà le stesse armi - umorismo, personaggi apparentemente ingenui e sprovveduti che si trovano impelagati in un susseguirsi di situazioni rocambolesche e imbarazzanti - per rivelare, sia pure fra le risate, i vizi che affliggono la società americana; castigat ridendo mores, si potrebbe sintetizzare, sebbene non pare che le opere di Shulman lascino trasparire alcuna intenzione o speranza dell'autore di scalfire l'atroce realtà così spietatamente descritta nei suoi libri.

## Differenze rispetto al film
La versione cinematografica è profondamente diversa dal volume su cui si basa: è estremamente edulcorata e non tocca molti temi scomodi presenti nel libro ma che evidentemente l'industria cinematografica statunitense del tempo riteneva eccessivamente disturbanti per la più larga platea del pubblico a cui il film era destinato: l'adulterio, la dilagante corruzione onnipresente nel sistema socioeconomico, il perbenismo, la disperazione e il vuoto interiore dell'individuo medio a cui era possibile porre rimedio solo facendo ricorso a massicce dosi degli onnipresenti alcolici.